# Joseph Jacobus van den Besselaar
Joseph Jacobus van den Besselaar (Valkenswaard, 17 de marzo de 1916-Nimega, 20 de junio de 1991) fue un romanista y lusista neerlandés.

## Biografía
Estudió filología clásica entre 1934 y 1940 en la Universidad Radboud de Nimega. Después trabajó como profesor de secundaria. En 1949 emigró a Brasil y fue de 1952 a 1958 profesor de Historia Antigua en la Universidad Católica de Sao Paulo. Entre 1958 y 1960 enseñó en la Universidad del Estado de Assis (Sao Paulo). Volvió a Holanda y enseñó desde 1961 portugués en la Universidad de Nimega desde 1967 como instructor y desde 1979 a 1984 como profesor. Editó la Calabacificación de Claudio de Séneca y la Historia del futuro del padre António Vieira e hizo trabajos sobre el sebastianismo y sobre Mauricio de Nassau.

## Obras
- De humanistische vorming en het wetsontwerp-Bolkestein. Vier beschouwingen over het moderne gymnasium, Nijmegen/Utrecht 1945
- Cassiodorus Senator. Leven en werken van een staatsman en monnik uit de zesde eeuw, Haarlem 1950 (= Disertación)
- As interpretações da história através dos séculos, 2 Bde., São Paulo 1957–1958
- Introdução aos estudos históricos, São Paulo 1958, 1968
- O progressismo de Sêneca, Assis 1960
- Ed. de Keizer Claudius, mens en god. De Apocolocyntosis van Seneca en andere teksten uit Griekse en Latijnse schrijvers die betrekking hebben op het leven en de dood van Keizer Claudius (41–54), Zwolle 1961
- Trad. de Ariano Suassuna: Het testament van de hond, Bussum 1964
- Brazilië. Ontwakende reus in de tropen, Meppel 1967 (deutsch: Brasilien. Anspruch und Wirklichkeit, Wiesbaden 1970, 1973)
- Het Portugees van Brazilië met aanvullingen voor het Europese Portugees, s‘Hertogenbosch 1963, 1964, 1970, 1976, 1983
- Ed. de António Vieira: História do Futuro. Aschendorff, Münster 1976
  - Bd. 1: Bibliografía, introdução e texto.
  - Bd. 2: Comentário.
  - Neuausgabe unter dem Titel Livro anteprimeiro da História do futuro, Lissabon 1983.
- António Vieira. O homen. A obra. As ideias, Lissabon 1981 (António Vieira. Profecia e polêmica, Rio de Janeiro 2002)
- Maurício de Nassau, esse desconhecido.  Fundação de Amparo à Pesquisa do Estado do Rio de Janeiro, Rio de Janeiro 1982 (über Johan Maurits van Nassau-Siegen, General-Gouverneur von Niederländisch-Brasilien)
- O sebastianismo. História sumária, Lissabon 1987